# Fedaini Saddama
Fedaini Saddama (arab. فدائيي صدام, dosł. „poświęcający się dla Saddama”) – organizacja paramilitarna irackich fedainów, dowodzona przez Udajja Husajna, działająca w latach 1995–2003.

## Nazwa
Nazwa organizacji nawiązuje do fedainów palestyńskich – bojowników palestyńskich ugrupowań polityczno-militarnych.

## Opis
Organizacja została założona w 1995 roku  i była dowodzona przez najstarszego syna Saddama Husajna – Udajja Husajna. Liczyła ok. 30–40 tys. członków. Członkowie tej organizacji wyróżniali się szczególnym oddaniem Saddamowi Husajnowi – większość fedainów wywodziła się ze szczepu Bu Nasser, zamieszkującego okolice Tikritu, rodzinnego miasta Saddama. Rekruci byli wabieni przywilejami – fedainom nadawano ziemie, przyznawano wysokie pensje i dodatkowe racje żywnościowe  a także obejmowano darmową opieką medyczną.
W 1996 roku Udajj miał utracić dowództwo po tym, jak wyposażył oddziały fedainów w broń elitarnej Gwardii Republikańskiej bez wiedzy ojca. Kontrolę nad organizacją miał wówczas tymczasowo przejąć młodszy syn Saddama – Kusajj Saddam Husajn, po czym dowództwo przejął z powrotem Udajj.
Organizacja jest podejrzewana o wiele aktów przeciwko opozycji i działalność ze szczególnym okrucieństwem – fedaini mieli dokonywać egzekucji i aktów dekapitacji politycznych przeciwników reżimu. W czasie wojny w Iraku w 2003 roku, fedaini stawiali twardy opór. Po zakończeniu działań wojennych, organizacja uległa rozproszeniu.